# إروين شيرمان
إروين شيرمان (بالإنجليزية: Irwin Sherman)‏ هو أحيائي أمريكي، ولد في 12 فبراير 1933 في نيويورك في الولايات المتحدة.